# Loch Watten
Loch Watten ist ein Süßwassersee in der traditionellen Grafschaft Caithness, in der schottischen Council Area Highland. Er befindet sich rund zwölf Kilometer westlich des Küstenortes Wick und 14 Kilometer südöstlich von Thurso. Am Südufer liegt das Dorf Watten.

## Beschreibung
Der 4,5 Kilometer lange und höchstens 1,1 Kilometer breite See liegt auf einer Höhe von 17 Metern über dem Meeresspiegel. Sein Umfang beträgt elf Kilometer. Bei einem Volumen von 9.691.938 m³ weist der flache See eine durchschnittliche Tiefe von 2,6 Metern und eine maximale Tiefe von 3,7 Metern auf. Sein Einzugsgebiet beträgt 55,78 km². Das Seewasser ist alkalisch. Am Ostufer fließt ein kurzer Bach ab, der in den Wick mündet, der sich in Wick in die Wick Bay ergießt, einer Nordsee-Bucht an der schottischen Nordostküste.
In Loch Watten lebte eine Forellen-Populationen. Entlang des Nordufers verläuft die Strecke der Far North Line auf ihrem Weg von Inverness nach Wick.